# Fidżi na Letnich Igrzyskach Paraolimpijskich 1964
Fidżi na Letnich Igrzyskach Paraolimpijskich 1964 reprezentował 1 zawodnik, który startował w podnoszeniu ciężarów. Nie zdobył on żadnego medalu.
Był to pierwszy start reprezentacji tego kraju na letnich igrzyskach paraolimpijskich (w Tokio reprezentacja ta startowała jako kolonia brytyjska). 

## Podnoszenie ciężarów
| Imię i nazwisko | Konkurencja | Wynik | Miejsce |
| --------------- | ----------- | ----- | ------- |
| Nakatabrca      | -75 kg      | 90 kg | 5.      |